# Diane, Ducesă d'Angoulême

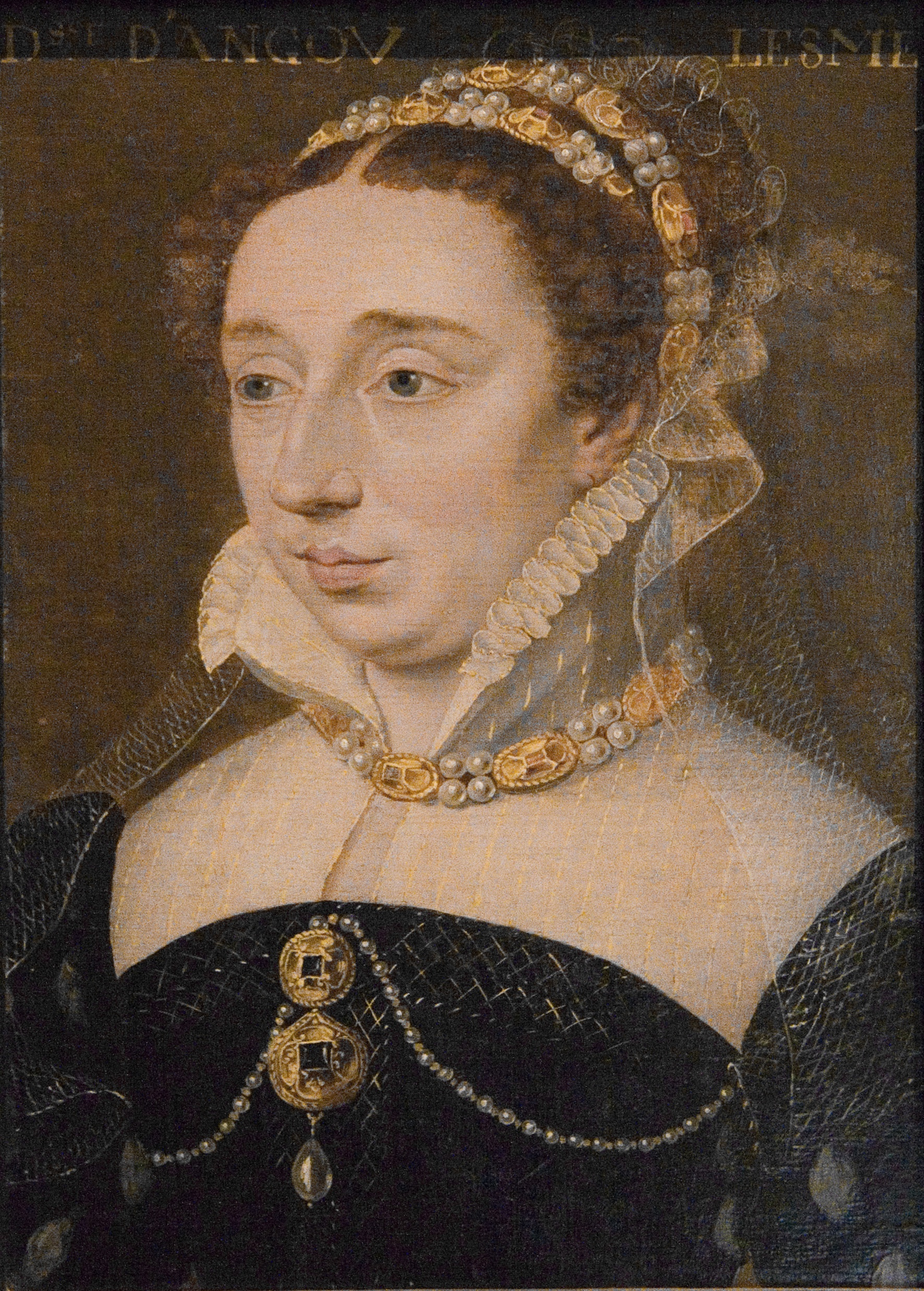
Diane de France

Diane, Ducesă de Angoulême (1538 – 11 ianuarie 1619) a fost fiica nelegitimă a regelui Henric al II-lea al Franței și a metresei sale, Filippa Duci. Unele surse susțin că ea a fost fiica Dianei de Poitiers.
Diane s-a născut la Paris în anul 1538 și a fost recunoscută în 1547. S-a căsătorit în 1553 cu Orazio Farnese, Duce de Castro, dar a rămas văduvă în același an după ce Orazio a fost ucis în bătălie.  A doua căsătorie a Dianei a fost cu François de Montmorency în 1559, care era fiul cel mare al lui Anne de Montmorency. Diane a rămas văduvă pentru a doua oară în 1579. 
Diane a devenit favorita regelui Henric al III-lea al Franței, care a numit-o Ducesă de Angoulême în anul 1582. De asemenea, Diane s-a bucurat de mult respect la curtea regelui Henric al IV-lea.
Diane a murit la 11 ianuarie 1619 la Paris. Scrisorile ei care au mai supraviețuit au dezvăluit-o ca pe o femeie de mare curaj și toleranță.